# László Weiner
 László Weiner (* 9. April 1916 in Szombathely, Österreich-Ungarn; † 25. Juli 1944 im Zwangsarbeitslager Lukov) war ein jüdisch-ungarischer Pianist, Komponist und Dirigent.

## Leben
Weiner studierte das Klavierspiel und das Dirigieren an der Franz-Liszt-Musikakademie in Budapest. In den Jahren 1934 bis 1940 war er Student für Komposition bei Zoltán Kodály und erhielt 1941 eine Auszeichnung. Er heiratete 1942 die Sängerin Vera Rózsa. Seine Aufführungsmöglichkeiten wurden aus rassistischen Gründen vom ungarischen Horthy-Regime auf den Konzertsaal der jüdischen Selbsthilfeorganisation Omike eingeschränkt.  Im Februar 1943 wurde er in ein ungarisches  Zwangsarbeiterlager in Lukov deportiert, wo er im Juli 1944 starb. Kodálys Versuch, mit einer Eingabe Weiners Lebensbedingungen in dem Lager zu erleichtern, gingen ins Leere.

## Werke
- 1938: Streichtrio Vonosharmas Szerenad für Violine, Viola und Violoncello
- 1939: Duo für Violine und Bratsche[2]
- 1939?: Sonate für Bratsche und Piano
- 1941?: Konzert für Flöte, Bratsche, Piano und Streichorchester, veröffentlicht 1965: Zeneműkiadó, Budapest
- ?????: Ouverture für Violine
- ohne Datum: Zwei Mouvements für Klarinette und Piano
- dito: Drei Lieder, darunter Az der Rebe Elimelech

Einige Noten mit Werken Weiners wurden in den 1950er und 1960er Jahren in Budapest von Editio Musica veröffentlicht.

## Diskografie
- In memoriam Hungarian composers, victims of the Holocaust. Budapest : Hungaroton Classic, 2008 (Die CD enthält Werke von László Weiner; Pál Budai; Sándor Kuti; Gyrogy Justus; Elemér Gyulai; Sándor Vándor) WorldCat
- Chamber Music with Viola. Budapest : Hungaroton Classic, 2007 (Die CD enthält ausschließlich Werke von László Weiner: Duo für Violine und Bratsche, Sonate für Bratsche und Piano, Streichtrio und Konzert für Flöte, Bratsche, Piano und Streichorchester)[3]